# Pili, secretaria ideal
Pili, secretaria ideal fue una serie española de televisión, emitida por TVE con dirección de Enrique Martí Maqueda y guiones de Agustín Isern.

## Argumento
La serie narra, en tono de humor, los desvelos de una secretaria casi perfecta, Pili, por atender las exigencias de Don Ramón su malhumorado y desastroso jefe.

## Reparto
- Elena María Tejeiro ... Pili
- José María Prada ... Don Ramón
- Venancio Muro ...Eulogio
- Emilio Laguna
- Mari Carmen Prendes
- Rafael Taibo
- Josele Román
- Mara Goyanes
- Marcia Bell